# Церковь Девы Марии и Святого Виллиброрда в Шёнхаузене
Церковь Девы Марии и Святого Виллиброрда в Шёнхаузене (нем. Kirche St. Marien und Willebrord zu Schönhausen) — евангелическая деревенская церковь Шёнхаузена на Эльбе (нем. Dorfkirche Schönhausen (Elbe)). Церковь в Шёнхаузене является частью «Дороги романики» (нем. Straße der Romanik) и одной из наиболее сохранившихся романских церквей средней Германии. В церкви Шёнхаузена, долгие годы бывшего в собственности дворянского рода Бисмарков, был крещён Отто фон Бисмарк, будущий первый канцлер Северогерманского союза и Германской империи.

## История
Некоторые даты из истории церкви:
- около 1200—1210 гг: строительство церкви в Шёнхаузене (предположительно голландскими переселенцами-премонстрантами)
- 7 ноября 1212 года: епископом Хафельберга Зигибодо (нем. Sigebodo von Havelberg) церковь освящается в честь Девы Марии и Святого Виллиброрда
- около 1540 года: в результате Реформации церковь становится евангелической
- 1562 год: дворянский род Бисмарков приобретает имение Шёнхаузен и становится попечителем церкви
- 1642 год: во время тридцатилетней войны шведские войска поджигают церковь, башня которой получает изнутри тяжелые разрушения
- 1660—1712 гг: восстановление церкви при помощи Августа II фон Бисмарк
- 1766 год: в церкви установлен орган мастера Готтлиба Шольтце (нем. Gottlieb Scholtze)
- 1799 год: смонтированы до сих пор работающие башенные часы
- 15 мая 1815 года: в церкви в Шёнхаузене крещён Отто фон Бисмарк

## Архитектурные особенности
В архитектурном отношении церковь представляет собою трёхнефную базилику без трансепта, выполненную в романском стиле по примеру расположенного поблизости монастыря Йерихов (нем. Jerichow) и имеющую 43 метра в длину, 17,5 метров в ширину и 34 метра в высоту. Снаружи кирпичные стены толщиной от 0,8 до 1,7 м украшены фризом. Южная сторона имеет характерные выскобленные углубления, по легенде сделанные счастливыми родителями при рождении сына или дочери. Пять пар колонн поддерживает крыши боковых нефов. Апсида и хор расположены с восточной стороны, башня обращена к западу. В XVIII веке с южной стороны была пристроена небольшая ризница.

## Интерьер
Из первоначального убранства в выгоревшей после пожара 1642 года церкви сохранились датированные началом XIII века деревянное распятие и изготовленная из песчаника купель, в которой позже будет крещён «железный канцлер», а также алтарный стол, остальные элементы были восстановлены в стиле барокко, в том числе эмпоры, кафедра и сам алтарь. В настоящее время внутренние стены украшают многочисленные эпитафии и надгробные плиты XVI—XIX веков, поднятые из ныне закрытого для посещений фамильного склепа рода Бисмарков, а также памятные доски в честь погибших в войнах жителей Шёнхаузена.
Все последние годы отмечены реставрационными работами, призванными сохранить церковь и её интерьер и затронувшими среди прочего орган, окна, ретабло, купель и церковную башню. Церковь Девы Марии и Святого Виллиброрда в Шёнхаузене по-прежнему является действующей церковью и насчитывает порядка 5 000 посетителей в год.

## Галерея
- Деревенская церковь Шёнхаузена
(январь 2019)
- Церковная башня
- Эпитафия Августа I фон Бисмарка
- Купель церкви Шёнхаузена
- Памятная доска
Отто фон Бисмарка
- Памятная доска Герберта фон Бисмарка
- Ангел с купелью